# A Grande Conquista (reality show)
A Grande Conquista é um reality show brasileiro produzido e exibido pela Record de 8 de maio de 2023 a 18 de julho de 2024, retornando no primeiro semestre de 2026. Sob direção de Rodrigo Carelli, o programa foi apresentado por Mariana Rios (na primeira temporada) e por Rachel Sheherazade (na segunda temporada), comandado por Lucas Selfie e Ju Nogueira (a partir da segunda temporada) nas plataformas digitais.

## Antecedentes
Em 20 de dezembro de 2022, a RecordTV retirou do seu plano comercial a sétima temporada do Power Couple Brasil e quatro dias depois confirmou o cancelamento do programa. Os motivos apontados foram a baixa audiência da ultima temporada, além do prejuízo comercial, já que houve baixa procura de anunciantes enquanto a mesma estava no ar.
Um mês depois, em 25 de janeiro de 2023, foi confirmado também o cancelamento da terceira temporada do Ilha Record pelos mesmos motivos que o Power Couple. Com o cancelamento desses, a RecordTV confirmou que estaria preparando um Super Reality, para cobrir o espaço dos dois programas entre os meses de maio e julho de 2023.

## Produção
O formato foi colocado anteriormente como projeto "Super Reality", por ser uma mistura dos realities shows conhecidos como Big Brother Brasil, Power Couple, A Casa e Ilha Record. Em 24 de fevereiro de 2023, foi confirmado o nome de Mariana Rios como apresentadora do programa.
Em 2024, Rachel Sheherazade assumiu a apresentação do programa, após sua participação no reality show A Fazenda 15 (2023).
Com os baixos índices, a Record decidiu não renovar o reality para 2025 e relançou o Power Couple na temporada que havia sido cancelada em 2022. No entanto, o canal mudou de ideia e reverteu o seu cancelamento, agora lançando a terceira temporada apenas em 2026 num esquema de revezamento com o Power.

## Formato
Na primeira temporada, dezesseis famosos passaram por uma votação popular no R7 para irem direto à Mansão. Os dez mais votados foram enviados para o Hotel, ficando confinados até o início da terceira fase, enquanto que os seis menos votados foram enviados para a Vila. Na etapa Vila, os 64 anônimos e os seis menos votados do pré-confinamento brigam para garantir as dez últimas vagas da mansão, sobrevivendo aos diversos perrengues nas residências, provas e eliminações semanais. Já na etapa Mansão, os dez mais votados do pré-confinamento e os dez sobreviventes da Vila, são promovidos a uma luxuosa casa, com tudo o que tem direito. No entanto, terão que passar pela fase da convivência e eliminações semanais.
Na segunda temporada, o pré-confinamento é extinto e o número de participantes aumenta, passando para cem competidores, independentes de serem anônimos ou famosos, que ficam confinados na Vila. A novidade nessa versão é a existência de uma inteligência artificial chamada Fred, que delega, junto com a apresentadora, as missões dos participantes. Os Donos da Casa nessa fase agora ganham mais responsabilidade e passam a convencer o adversário a não desistir da competição. Caso ele não consiga e o competidor resolva sair do jogo sem passar pela eliminação, todos os moradores da casa onde ele vivia são punidos com alguma consequência. Os treze participantes que sobreviverem a fase da Vila, são promovidos à Mansão, junto com os seis mais votados na segunda até a quarta berlinda da Vila e o vencedor da Prova da Vidada, com direito a todas as mordomias, mas passando por todos os momentos dos tradicionais realitys shows.

#### Dinâmicas do Programa
- Vila: é onde os participantes são confinados para garantir as vinte vagas para a Mansão (na primeira temporada eram dez vagas). Há três casas e uma área de lazer. As casas são divididas nas cores laranja (com cinco camas), azul (com sete camas) e verde (com nove camas).
- Mansão: os vinte participantes sobreviventes da Vila (na primeira temporada eram os dez mais votados no pré-confinamento, mais os dez restantes da Vila) agora ficam confinados numa residência de luxo, com direito a toda mordomia disponível com quartos espaçosos, sala de estar, cozinha ampla, área de lazer mais diversificada e piscina.
- Dono da Casa: é o participante que delega as principais missões nas casas. Para conquistar tal liderança, é preciso vencer as provas do programa, que vão de habilidade, conhecimentos gerais e até de sorte. Na etapa Vila, há três vencedores, onde cada um assume a função em outra casa, exceto se parar na residência onde vive. Já na etapa Mansão, o Dono da Casa assume o local de luxo, mas escolhe alguém para aproveitar a regalia junto com o vencedor, exceto se a prova for em dupla, onde ambos ganham o benefício. O público também participa da dinâmica votando na enquete disponível no R7.
- Tentação‡: os participantes são testados com itens preciosos, que vão de compras no mercadinho ou até mesmo máquina de refrigerantes e afins. Caso o competidor caia na tentação, a casa onde ele vive sofre uma consequência negativa.
- Dilema‡: dois itens de luxo são colocados em evidência na área de lazer. Assim como a Tentação, os participantes são testados com eles, mas a diferença é que em um produto há um benefício ou recompensa e em outro há uma consequência ou punição.
- Zona de Risco: um ou mais participantes são indicados pela casa ou mansão, enquanto que outro é escolhido pelo dono e, ocasionalmente, um é indicado automaticamente em consequência de alguma dinâmica, ficando numa pré-berlinda no programa.
- Prova da Virada: os indicados à Zona de Risco enfrentam um desafio proposto pela produção para se safar da votação do público. As provas em sua maioria são de sorte e o vencedor escapa da berlinda e ganha uma vantagem no jogo (na fase Vila são indicados um grupo por casa e apenas a metade consegue ser salva). Os perdedores passam pela votação popular e os votos são para ficar e, obviamente, o menos votado é eliminado do programa (isso na fase Mansão, já que na etapa Vila são eliminados um grupo de dez ou mais pessoas menos votadas).

‡ Apenas etapa da Vila

## Apresentadores
| Apresentador(a)    | Temporadas | Temporadas |
| Apresentador(a)    | 1          | 2          |
| ------------------ | ---------- | ---------- |
| Mariana Rios       |            |            |
| Rachel Sheherazade |            |            |

Galeria de apresentadores
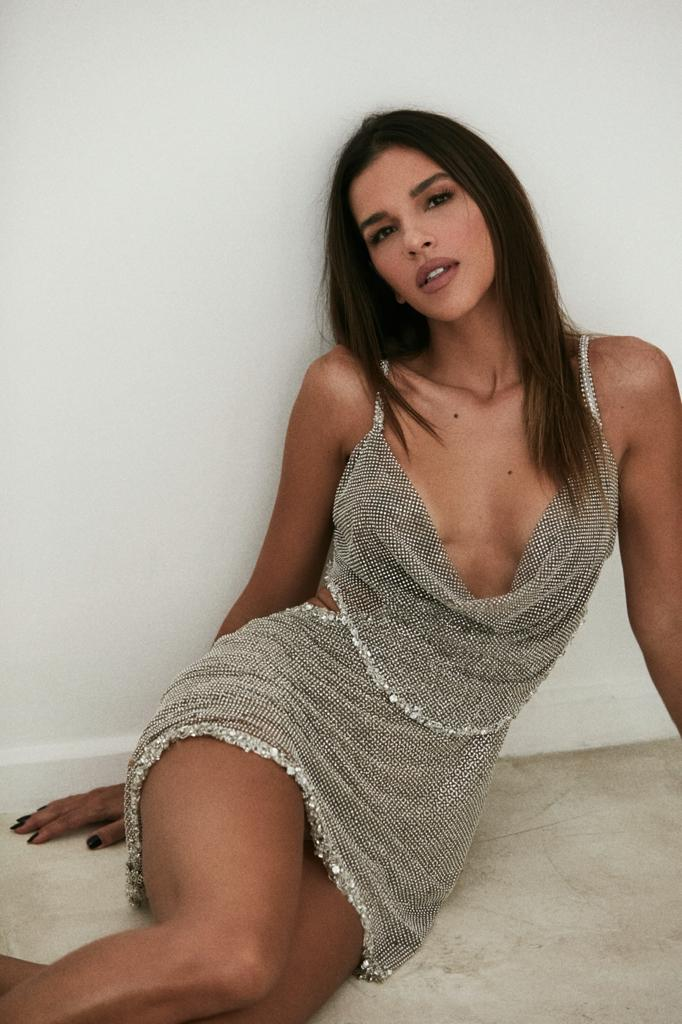
Mariana Rios (2023)
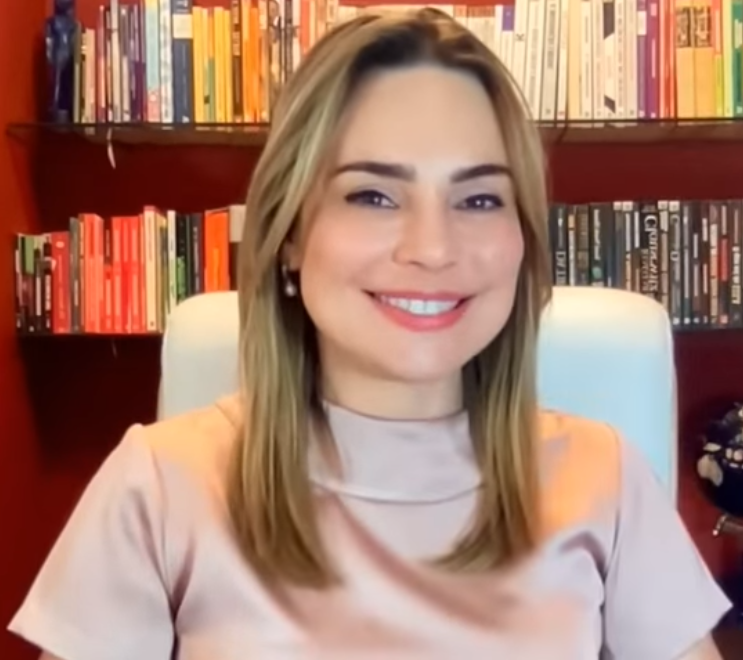
Rachel Sheherazade (2024)

## Exibição
| Temporada | Temporada            | Episódios | Exibição original    | Exibição original   |
| Temporada | Temporada            | Episódios | Estreia da temporada | Final da temporada  |
| --------- | -------------------- | --------- | -------------------- | ------------------- |
|           | A Grande Conquista 1 | 74        | 8 de maio de 2023    | 20 de julho de 2023 |
|           | A Grande Conquista 2 | 88        | 22 de abril de 2024  | 18 de julho de 2024 |

## Participantes
Até a segunda edição, A Grande Conquista já contou com 181 participantes oficiais.
| Temporada            | Temporada            | Finalistas  | Finalistas    | Finalistas       | Finalistas | Finalistas | Finalistas      | Finalistas | Finalistas     | Outros participantes em ordem de eliminação | Outros participantes em ordem de eliminação | Total |
| Temporada            | Temporada            | Vencedor(a) | Vencedor(a)   | 2.º lugar        | 2.º lugar | 3.º lugar  | 3.º lugar       | 4.º lugar  | 4.º lugar      | Outros participantes em ordem de eliminação | Outros participantes em ordem de eliminação | Total |
| -------------------- | -------------------- | ----------- | ------------- | ---------------- | --- | ---------- | --------------- | ---------- | -------------- | ------------------------------------------- | --- | ----- |
|                      | A Grande Conquista 1 |             | Thiago Servo  |                  | Gabriel Roza |            | Natália Deodato |            | Gyselle Soares |                                             | Jeferson Santos • Fernando Bueno • Priscila Parizotto • Jemilly Brenda • Ítalo Coutinho • Ellie • Jaqueline Santos • Tailane Peixoto • Carlos Câmara • MC Mello • Leandro Ryco • Leo Rodriguez • Will Barba • Kaline França • Gabriel Sequeira • Artur Frances • Gui Dams • Douglas Martins • Thayra Machado • Yanne Anttunes • Elisa Guerreira • Lukinhas • Carol Imoniana • Francis Souza • Rafa Sant • Jhon Falcão • Nathan Camargo • Hagda Kerolayne • Babi Cris • Aícha Mubobo • Tácito Cury • Jaqueline Moderna • Mirian Carter • Ronaldo Moura • Monsueto • Fagner Sousa • Stéphanie Souza • Igor Cavallo • Marcos Oliver • Maria Oliveira • Carolina Lekker • Day Oliveira • Tati Bambolê • Cleyton Mendes • Blade • Gus Saran • Érika Coimbra • Vic Silva • MC M10 • Rayana Diniz • Hulk Magrelo • Layssa Souza • Kelly Santos • Davi Oliveira • Lary Bottino • Niick Donato • Glauco Marciano • Antônio Rafaski • Camilla Uckers • Dicesar Ferreira • Bruno Camargo • Stephanie Gomes • Erick Ricarte • Faby Monarca • Tiago Dionisio • Ana Paula Almeida • Bruno Tálamo • Medrado • Janielly Nogueira • Victoria Macan • Murilo Dias • Giulia Garcia • Ricardo Villardo • Daniel Toko • Sandra Melquiades • Alexandre Suita | 80    |
| A Grande Conquista 2 | Kaio Perroni         | João Hadad  | William Rambo | Fernando Sampaio | Gaby Fontenelle • Flavinha Cheirosa • Fran Sabino • Jo Werner • Marcus Cowboy • Sandrão França • Vini Sassone • Kadu Rodrigues • Ratinho • Billy Santana • Luiza Aragão • Gustavo Mustafe • Ana K. Abreu • Ricardo Costa • Diego Silva • Rita Assumpção • Nemo Pimenta • Ingrid Caravellas • Thay Sampaio • Bruno Canaan • Leonardo Saavedra • Theo Black • Jordana Guimarães • Neuma Carolina • Uarzancler Zuckerman • Márcia Barroz • Tatiane Melo • Nelsão Fênix • Fabrício Almeida • Ana Paula Oliveira • Nadya França • Hanny Boni • Jéssica Marisol • Amanda Martins • Vinícius Venturini • Cibelle Mestre • Luciana Mirihad • Wellen Rocha • Preta Praiana • Madson Formagini • Stephany Carvalho • Vanessa Di Santo • Fábio Gontijo • Michelle Heiden • Carolina Roland • Bruninho Mano • Dani Bavoso • Cacau Luz • Jonas Bento • Luciano Rodrigues • Lara Costa • Cláudia Carmo • Matheus Destri • Izumed • Nathana Britto • Raphinha Hoffman • Biel Azevedo • Poliana Roberta • Danilo Garcia • Aline Bina • Vivi Fernandez • Graci Zermiani • Brunno Danese • Maizy Magalhães • Michael Calasans • Thiago Luz • Maysa Reis • Charles Daves • Manoelzinho Gomes • Thiago Cirillo • Jaline Araújo • Clevinho Santana • Heitor Ximenes • Ysani Kalapalo • Lippe Rodrigues • Gabriela Rossi • João Victor Pinto • Bifão • Brunna Bernardy • MC Jey Jey • Andreia de Andrade • Claudia Baronesa • MC Mari • Vinigram • Edlaine Barboza • Cátia Paganote • Bruno Cardoso • Lucas de Albú • Anahí Rodrighero • Geni Grohalski • Lizi Gutierrez • Fellipe Villas • Brenno Pavarini • Cel Hayashi • Guipa Pallesi • Hideo Matsunaga • Taty Pink | 101        |                 |            |                |                                             | |       |

## Audiência
Os dados são providos pelo IBOPE e se referem ao público da Grande São Paulo.
| Temporada | Estreia | Final | Média geral (em pontos) |
| --------- | ------- | ----- | ----------------------- |
| 1         | 4       | 5     | 4                       |
| 2         | 4       | 5     | 4                       |

## Outros projetos

### O Grande React
O Grande React é um programa online exibido exclusivamente para a internet, através do YouTube e do portal R7. Lucas Selfie, apresentador digital de A Grande Conquista, e o personagem Jorginho SP, vivido pelo comediante Fausto Carvalho, divertem o público com suas reações espontâneas aos acontecimentos do jogo durante o programa ao vivo do reality. A segunda temporada será apresentada também pela jornalista e youtuber Ju Nogueira.
Apresentadores
| Nome            | Temporadas | Temporadas |
| Nome            | 1          | 2          |
| --------------- | ---------- | ---------- |
| Lucas Selfie    |            |            |
| Fausto Carvalho |            |            |
| Ju Nogueira     |            |            |